# Partido Trabalhista Nacional
O Partido Trabalhista Nacional (PTN) foi um partido político brasileiro de orientação conservadora. Fundado em 1945, teve como membro proeminente Jânio Quadros, o 22.º presidente do Brasil e político que trouxe uma abordagem própria do trabalhismo, o janismo.
O PTN também teve entre seus filiados o sambista Paulo da Portela, que no entanto, nunca foi candidato a nenhum cargo eletivo. O partido foi extinto pelo AI-2, em 1965.
Após 30 anos de sua extinção, um novo partido foi criado com o mesmo nome, com o qual manteve-se até 2017, até ser renomeado para Podemos.

## História
Criado em 1945 por pessoas vinculadas ao Ministério do Trabalho, o PTN viu seus principais integrantes apoiarem a candidatura de Eurico Gaspar Dutra à presidência da República. Em 1947, o deputado Hugo Borghi, então do PTB e que havia sido reeleito presidente do diretório estadual do partido em São Paulo, não teve vitória reconhecida e foi expulso, ingressando definitivamente no PTN pouco tempo depois.
No pleito para o governo paulista de 1947, Borghi concorreu pelo PTN, obtendo a segunda colocação, com 30% dos votos, tambem elegendo três deputados estaduais.
Tendo em vista as eleições presidenciais de 1955, o PTN realizou sua convenção nacional e firmou seu apoio à candidatura de Juscelino Kubitschek, lançada pela coligação entre o PSD e o PTB, indicando o senador Auro de Moura Andrade para a vice-presidência. Consta que essa indicação foi feita por pressão de Jânio Quadros, em virtude de um suposto acordo seu com Juscelino, prevendo o apoio deste à sua candidatura à presidência em 1961. Tal arranjo, entretanto, não se consolidou, tornando-se João Goulart o companheiro de chapa de Juscelino. Realizado o pleito, ambos foram eleitos.
Coerente com sua posição de apoio à candidatura de Juscelino, o PTN apoiou o Movimento do 11 de Novembro, que depôs o presidente em exercício Carlos Luz com o objetivo de garantir a posse do presidente eleito, questionada por setores do UDN. Poucos dias mais tarde, a bancada do PTN votou a favor do impeachment do presidente João Café Filho, que impediu seu retorno ao poder.
Nas eleições de 1958 o PTN manteve um crescimento significativo em São Paulo, elegendo, em coligação com o PDC, Carlos Alberto de Carvalho Pinto para o governo do estado, além de oito deputados para a Câmara Federal (Emilio Carlos, Olavo de Castro Fontoura, Rui Novais, Gualberto Moreira, Harry Normanton, Hamilton Prado, Luís Francisco da Silva Carvalho e Miguel Leuzzi).
No ano seguinte, o PTN realizou sua convenção anual e lançou a candidatura de Jânio Quadros para concorrer à presidência da República nas eleições de 1960 em aliança com o UDN, o PDC, o PL e uma dissidência do PSB. Emílio Carlos, ao lado de Jânio, lutou pela indicação do nome de Fernando Ferrari como candidato à vice-presidência. No entanto, a UDN não aceitou essa indicação e lançou o nome de Milton Campos, o que provocou uma divisão no eleitorado e acabou por propiciar a vitória do candidato petebista João Goulart, companheiro de chapa de Henrique Teixeira Lott.
Seu maior feito nas urnas foi em 1960, quando Jânio Quadros foi eleito presidente da República, numa chapa composta ainda por UDN, PR, PL e PDC.
Eleito Jânio e iniciado seu mandato em janeiro de 1961, o PTN teve pouca participação no governo, reivindicando apenas que fosse mantida a coligação que garantira a vitória do presidente.
Com o falecimento de seu presidente, Emílio Carlos, o PTN teve atuação de pouco destaque.
O partido, percebendo que os congressistas seriam obrigados a homologar a candidatura do general Humberto de Alencar Castelo Branco para a presidência do Brasil em 1964, tentou lançar o também general Amaury Kruel para a disputa, sem êxito.